# Kition
Kition (grško starogrško Κίτιον, Kítion, feničansko 𐤊‬𐤕‬, kt, ali 
𐤊‬𐤕𐤉, kty, latinsko Citium) je bilo mestno kraljestvo na južni obali Cipra na mestu sedanje Larnake. Iz besedila na plošči, najdeni leta 2103 blizu najdišča Kathari, je razvidno, da so Kition v 13. stoletju pr. n. št. po trojanski vojni ustanovili grški (ahajski) naseljenci 
Najbolj znan in verjetno edini znani prebivalec Kitiona je bil Zenon, rojen okoli 334 pr. n. št. Bil je  ustanovitelj stoične filozofske šole in učitelj v Atenah od okoli 300 pr. n. št.

## Ime
Kition (starogrško Κίτιον) je helenizirana oblika feničanskega imena, zapisanega kot  𐤊‬𐤕‬ (KT) in 𐤊‬𐤕𐤉 (KTY). Izvirna oblika obeh imen bi lahko bila  kꜣṯꜣj na staroegipčanskem napisu iz obdobja faraona Ramzesa III. (1198–1116 pr. n. št.), najdenem v templju Medinet Habu med imeni ciprskih mest. Za ime velja, da se nanaša na Kition. Jožef Flavij ga je enačil s Kittimom, ki so ga uporabljali Hebrejci za Ciper in celo dežele zahodno od Cipra.

## Zgodovina
Mesto-kraljestvo Kition je bilo ustanovljeno v 13. stoletju pr. n. št.
Prvi naseljenci na tem območju so bili Mikenci, ki so izkoriščali tukajšnja nahajališča bakra. Dve stoletji kasneje je naselbina zaradi nenehnega nereda in strahu sčasoma zbledela.
Novi kulturni elementi (osebni predmeti, keramika, nove arhitekturne oblike in ideje)  so se pojavili v obdobju med  letoma 1200 in 1000 pr. n. št. in kazali na pomembne politične spremembe po prihodu Ahajcev, prvih grških kolonistov v Kitionu.
Na začetku 12. stoletja pr. n. št. je bilo mesto temeljito prenovljeno. Mestno obzidje iz zemljenih zidakov je nadomestilo mogočno kamnito obzidje. Okoli leta 1000 pr. n. št. je bil verski del mesta opuščen, najdbe v grobovih pa kažejo, da se je življenje  nadaljevalo nekje drugje.
Pisni dokazi kažejo tudi na zgodnjo feničansko prisotnost v Kitionu, ki je bil na začetku 10. stoletja pr. n. št. pod tirsko oblastjo. Za nekaj feničanskih trgovcev iz Tira velja, da so širili politični vpliv Kitiona. V obdobju po okoli 850 pr. n. št. so Feničani obnovili in ponovno uporabljali svetišča na najdišču Kathari.
Kraljestvo je bilo od leta 570 do 545 pr. n. št. pod egipčansko oblastjo. Po tem letu so na Cipru vladali Perzijci. Imena vladarjev mesta po letu 500 pr. n. št. so omenjena v feničanskih besedilih in napisih na kovancih.
Marguerite Yon trdi, da knjižna besedila in napisi kažejo, da je bil v klasičnem obdobju Kition skupaj s svojo sosedo Salamino ena glavnih lokalnih sil. Leta 499 pr. n. št. so se ciprska kraljestva, vključno s Kitionom,  pridružila uporu Joncev proti Perziji. Perzijska oblast na Cipru se je končala leta 332 pr. n. št. 
Ciper je leta 312 pr. n. št. osvojil Ptolemaj I., ubil feničanskega kralja Kitiona Pumjatona in požgal templje. Ciprska mestna kraljestva so bila kmalu zatem razpuščena in feničanska oblast je bila odpravljena. Po teh dogodkih je območje izgubilo svoj verski značaj.
Trgovska kolonija Kitiona, ustanovljena v Pireju, je kljub temu uspevala do te mere, da je leta 233 pr. n. št. zaprosila in dobila dovoljenje za gradnjo templja, posvečenega boginji Astarti.
Leta 58 pr. n. št. je bil Ciper priključen k Rimski republiki.
Leta 76 pr. n. št. in leto kasneje je mesto prizadel močan potres. Zdi se, da je mesto v rimskem obdobju kljub temu cvetelo. Med vladanjem Septimija Severja je mesto dobilo rimskega finančnega uradnika (curator civitatis).
Potresa leta 322 in 342 n. št. nista uničila samo Kitiona, ampak tudi Salamino in Pafos.

## Arheološka najdišča
Kition je začela prva sistematično raziskovati švedska odprava arheologov leta 1929. Direktor odprave je bil Einar Gjerstad. 
Raziskave so se nadaljevale v bližini najdišča Kathari. V kopališki stavbi je bil leta 2016 odkrit veličasten 20 metrov dolg rimski mozaik, ki prikazuje Herkulova dela. Našli so ga pri čiščenju kanalizacije pod ulico Kyriakou Matsi. Pričakuje se, da ga bodo prenesli v muzej.

### Kathari (ali Kition II)
Najdišče se nahaja približno 500 metrov severno od mesta Bamboula in se včasih imenuje "Kition II". Oddelek za starine pod vodstvom Vassosa Karageorghisa je začel z izkopavanji na tem mestu leta 1959. Dela so se nadaljevala do leta 1981.
Izkopavanja so odkrila del obrambnega zidu iz 13. stoletja pr. n. št. in ostanke petih templjev, vključno s kiklopskimi zidovi. Tloris templja je meril 35 x 22 m. Zgrajen je bil iz skrbno obklesanih kamnitih blokov. Tempelj 2 je bil obnovljen  okoli leta 1200 pr. n. št. Tempelj 1 ima na pročelju južne stene poznobronastodobne grafite ladij.

### Bamboula
Najdišče Bamboula se nahaja okoli 50 metrov severno od Muzeja Larnake. Na njem so leta 1845 odkrili Sargonovo stelo in pozlačeno srebrno plaketo, ki je zdaj v Louvreu.
Britanska odprava je na tem mestu prvič izkopavala leta 1913.
Skupina francoskih arheologov z Univerze Lyona  je začela izkopavati leta 1976, ko so ob okopih pri pristanišču v Bambouli odkrili sledove naselja iz 10. stoletja pr. n. št. Na najdišču sta bili tudi Astartino in Melkartovo svetišče. Najstarejše svetišče je bilo zgrajeno v 9. stoletju pr. n. št.
Leta 1987  je bilo odkrito feničansko pristanišče z ladjedelnico vojnih ladij. V zadnjem obdobju je imeli pristanišče šest lop za ladje, širokih 6  metrov in dolgih približno 38 do 39 metrov. V lopah so bile klančine, po katerih so vanje zvlekli triere, da so se posušile.

### Druga arheološka najdišča v Kitionu
V Kitionu so odkrili pet podzemih grobnic ali hipogejev: Vangelisovo grobnico, Godhamovo grobnico, grobnico Faneromeni in nekropolo Turabi Tekke. Na nekropoli Turabi Tekke so v poznem 19. stoletju  odkrili pomembni steli z napisi v feničanski pisavi. Obe sta zdaj v Britanskem muzeju.
Arhitektura in najdbe na najdišču Kition I, tesno ob zahodnem mestnem obzidju iz predfeničanskega obdobja, kažejo, da je bilo na tem mestu verjetno stanovanjsko naselje. Drugi najdišči v Kitionu sta Kition III in Kition IV.
"Gomilna vrata" v mestnem obzidju so se nahajala v bližini grobnice Phaneromeni, malo severozahodno od nje. Mesto je imelo tudi akropolo.
Nekropola
Nekropola v Kitionu je najbolj podrobno raziskano pokopališče na Cipru.
Mnemata
Najdišče Mnemata so odkrili leta 1979 med gradnjo zavetišča za begunce. Na najdišču zdaj stoji supermarket. Najdišče je bilo v preteklosti znano kot Pokopališče sv. Jurija.

## Vir
- Huss, Werner (1985), Geschichte der Karthager, Munich: C.H. Beck, ISBN 9783406306549. (nemško)